# Eremiaphila brunneri
Espèce
Eremiaphila brunneri est une espèce d'insectes de la famille des Eremiaphilidae (ordre des Mantodea).

## Répartition
Cette espèce se rencontre en Israël et en Palestine.

## Biotope
Toutes les espèces du genre Eremiaphila semblent particulièrement affectionner les environnements désertiques,,.

## Description
La femelle mesure 32.5 mm de long avec des élytres de 8.5 mm de long pour 7 mm de large et un abdomen d'une longueur de 9.5 mm.

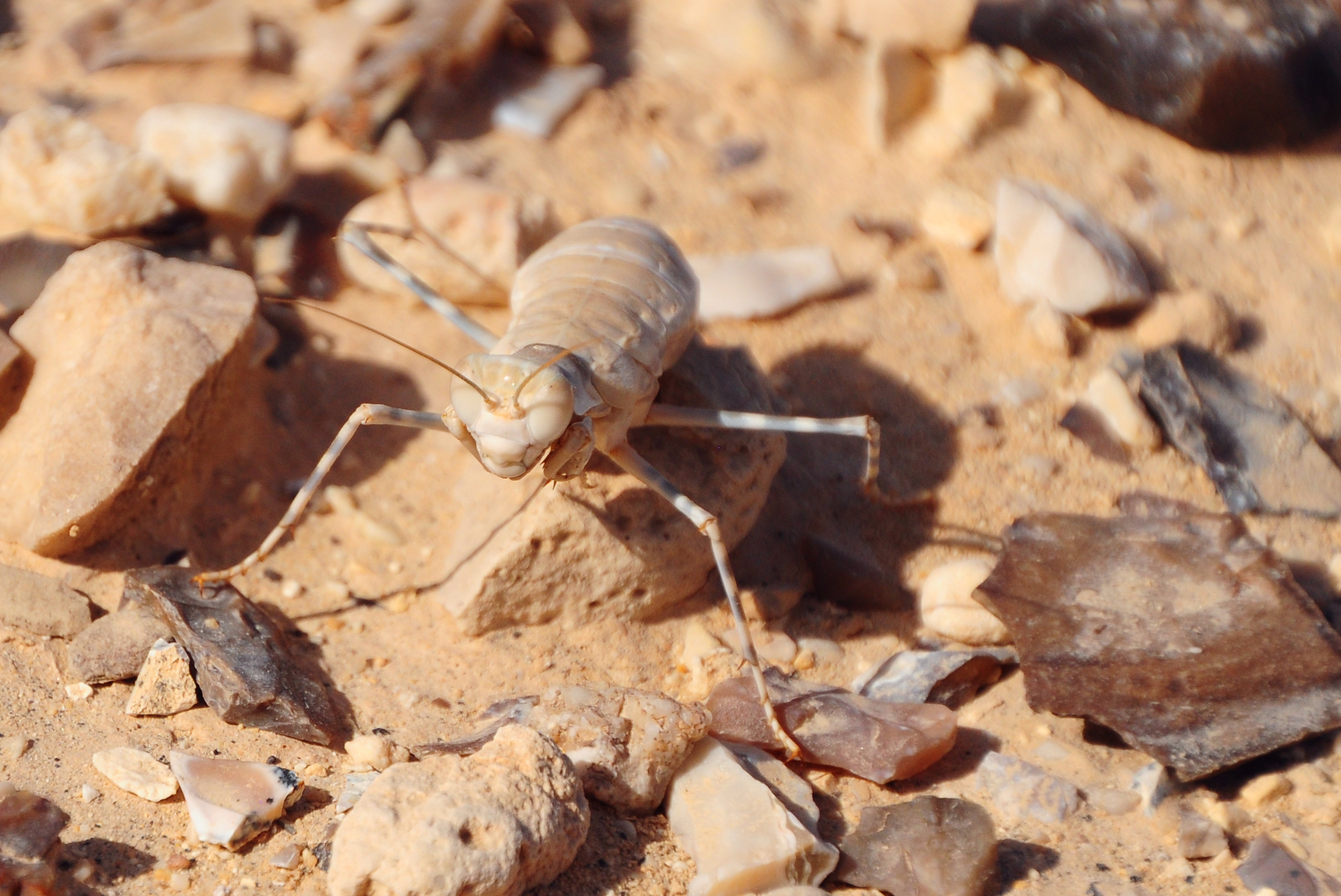
Eremiaphila brunneri

Le pronotum est plus large que long, trapézoïdal, nettement denticulé sur les côtés et postérieurement sans épines. 
Les élytres sont de longueur égale au corps avec le pronotum. Ils sont ridés avec une crête humérale très distincte et décorés d'une tache semi-lunaire de couleur bronze violet en dessous. La tache apicale des ailes est brune. 
Les hanches des pattes antérieures sont noires à l'intérieur. Les fémurs présentent quatre épines à l'extérieur et les tibias portent six épines à l'extérieur.

## Systématique
L'espèce Eremiaphila brunneri a été nommée et décrite en 1905 par l'entomologiste autrichien Franz Werner sur la base d'une femelle collectée à Jérusalem, issue de la collection Karl Brunner de Wattenwyl et probablement nommée en l'honneur de ce dernier.

### Publication originale
- Werner, F. 1905. Ergebnisse einer zoologischen Forschungsreise nach Ägypten und dem ägyptischen Sudan. I. Die Orthopterenfauna Ägyptens mit besonderer Berücksichtigung der Eremiaphilen. Sitzungsberichte der Kaiserlichen Akademie der Wissenschaften Wien, 114: 357-436. (p.384)